# زاك جيبسون
زاك جيبسون (19 مارس 1997 في نيوزيلندا - ) (بالإنجليزية: Zak Gibson)‏ هو لاعب كريكت نيوزلندي. لعب مع Northern Districts men's cricket team ‏.

## وصلات خارجية
- زاك جيبسون على موقع إي آس بي آن كريك إنفو (الإنجليزية)